# Siham Raijoul
 (mai 2020).
Siham Raijoul est une présentatrice de télévision née le 1er avril 1986 à Veghel (Pays-Bas). Elle est notamment connue pour le journal du soir sur la chaîne télévisée NOS.

## Biographie
Siham Raijoul naît aux Pays-Bas de parents marocains. Elle étudie à la haute école de Fontys à Veghel et empoche un diplôme de journalism. Après avoir passé un stage dans le média RTV Dordrecht, elle finit par être engagée par Omroep Brabant pour présenter l'émission Brabant Nieuws entre 2006 et 2010.
Entre janvier 2011 et fin 2019, elle présente quotidiennement le journal du soir sur la chaîne NOS. En 2016, elle est également présentatrice au Zapp Weekjournaal diffusé sur NTR. Ayant quitté NOS en fin 2019, elle est remplacée par Annabelle Zandbergen.
En 2020, elle signe officiellement un contrat avec la chaîne SBS6 et fait partie de l'équipe de présentation du média Hart van Nederland,.